# Castello di Púbol
Il Castello di Púbol, conosciuto anche come Castello Gala Dalì, è una costruzione medievale situato nella cittadina spagnola di Púbol, in provincia di Gerona.

## Storia
Costruito nell'XI secolo, fu acquistato nel 1968 dal pittore Salvador Dalì come regalo per la moglie Gala.
Accetto con la condizione che verrai a visitarmi al castello solo dopo un mio invito scritto.
Accetto, visto che in teoria accetto tutto a condizione che vi siano condizioni. È il principio stesso dell'amor cortese.»

Dalì restaurò il palazzo per farne un luogo adeguato per il riposo e il rifugio della sua sposa. Dipinse gli interni dando al palazzo il suo personale tocco artistico e costruì nel giardino statue a forma di elefanti dalle zampe lunghissime e una fontana con la forma della testa di un pesce. Gala morì nel 1982 e fu sepolta all'interno del palazzo. Dalì si trasferì a vivere nel castello che divenne anche il suo ultimo atelier.

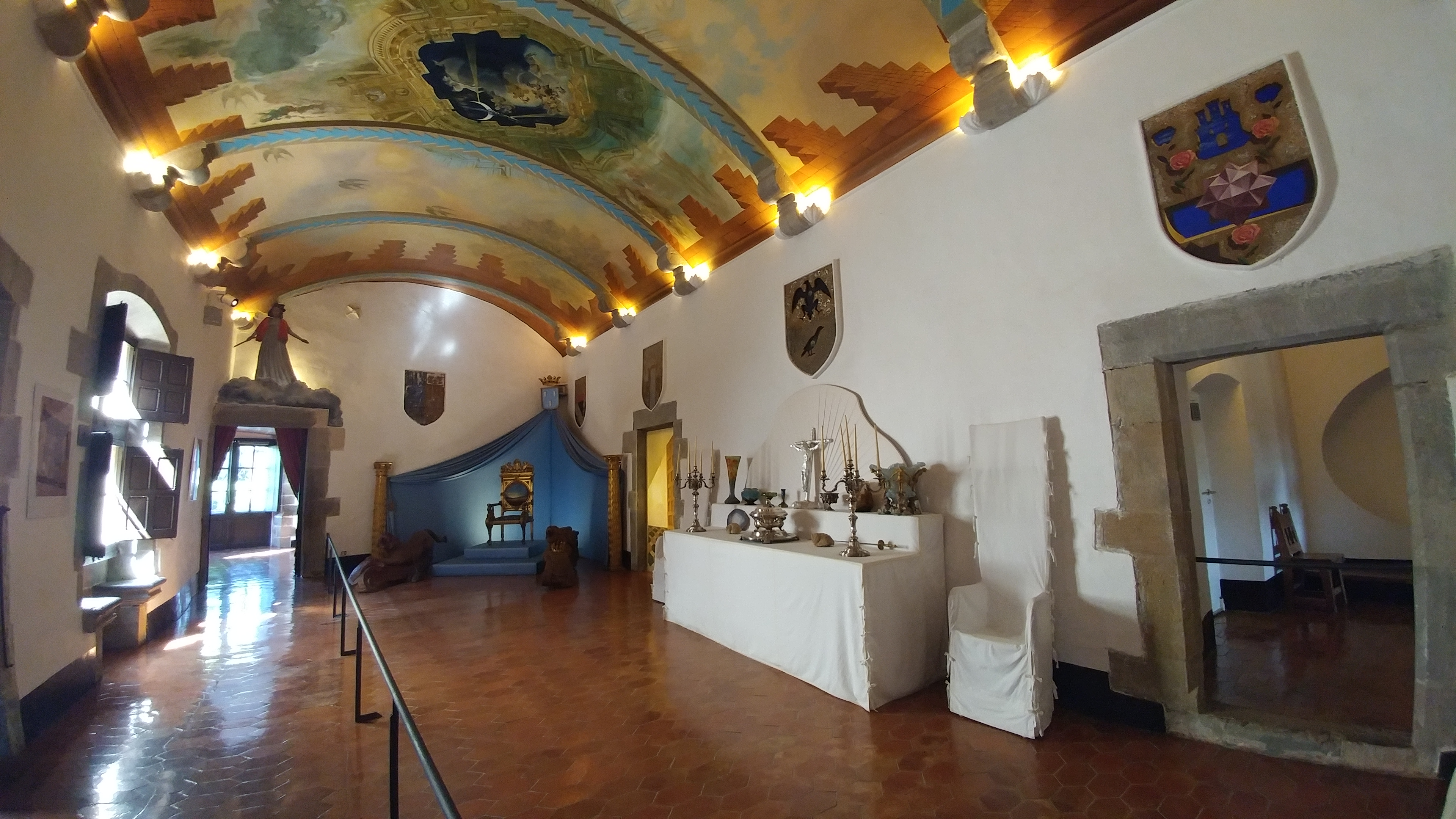
Interno del Castello di Pubol.